# I liga urugwajska w piłce nożnej (1963)
- Mistrz Urugwaju 1963: Club Nacional de Football
- Wicemistrz Urugwaju 1963: CA Peñarol
- Copa Libertadores 1964: Club Nacional de Football
- Spadek do drugiej ligi: Liverpool Montevideo
- Awans z drugiej ligi: Sud América Montevideo

Mistrzostwa Urugwaju w roku 1963 były mistrzostwami rozgrywanymi według systemu, w którym wszystkie kluby rozgrywały ze sobą mecze każdy z każdym u siebie i na wyjeździe, a o tytule mistrza i dalszej kolejności decydowała końcowa tabela.

## Primera División

### Końcowa tabela sezonu 1963
| Poz | Klub                      | Mecze | Zw | Rem | Por | Pkt | BrZd | BrStr |
| --- | ------------------------- | ----- | -- | --- | --- | --- | ---- | ----- |
| 1   | Club Nacional de Football | 18    | 15 | 1   | 2   | 31  | 40   | 10    |
| 2   | CA Peñarol                | 18    | 14 | 2   | 2   | 30  | 40   | 17    |
| 3   | Montevideo Wanderers      | 18    | 8  | 5   | 5   | 21  | 24   | 20    |
| 4   | Fénix Montevideo          | 18    | 7  | 5   | 6   | 19  | 24   | 27    |
| 5   | Racing Montevideo         | 18    | 7  | 4   | 7   | 18  | 24   | 25    |
| 6   | Rampla Juniors            | 18    | 7  | 2   | 9   | 16  | 27   | 27    |
| 7   | Danubio FC                | 18    | 7  | 2   | 9   | 16  | 26   | 37    |
| 8   | CA Cerro                  | 18    | 4  | 5   | 9   | 13  | 26   | 32    |
| 9   | Defensor Sporting         | 18    | 3  | 2   | 13  | 8   | 16   | 31    |
| 10  | Liverpool Montevideo      | 18    | 3  | 2   | 13  | 8   | 21   | 42    |

### Klasyfikacja strzelców bramek
| Gole | Piłkarz     | Klub       |
| ---- | ----------- | ---------- |
| 18   | Pedro Rocha | CA Peñarol |